# École polytechnique de Silésie

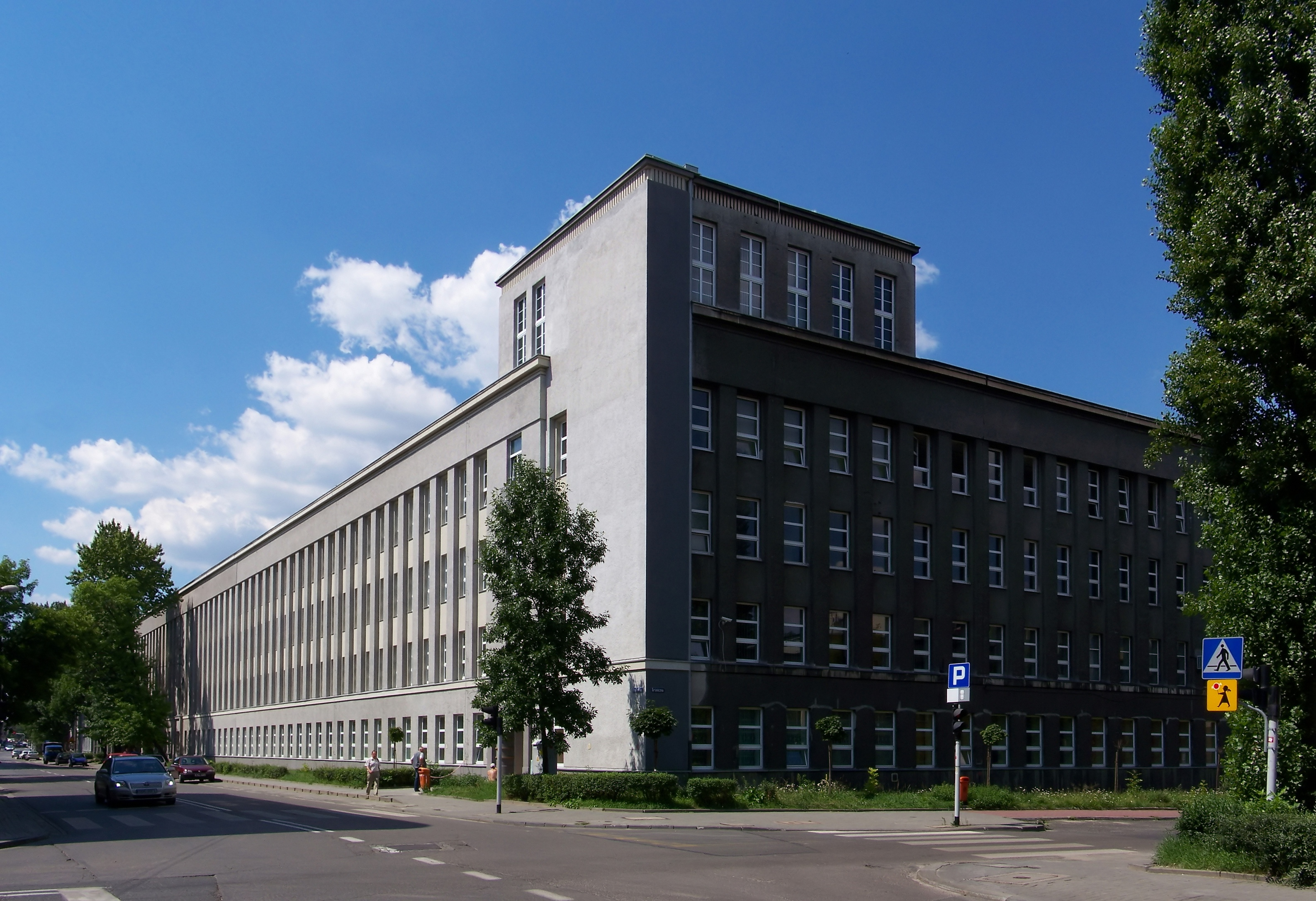
Le siège de l'École polytechnique de Silésie

L'École polytechnique de Silésie (en polonais : Politechnika Śląska) est une université publique polonaise fondée en 1945 formant des ingénieurs, des architectes et des chercheurs dans les domaines techniques et technologiques. Elle compte environ 32 900 étudiants.

## Composition de l'École

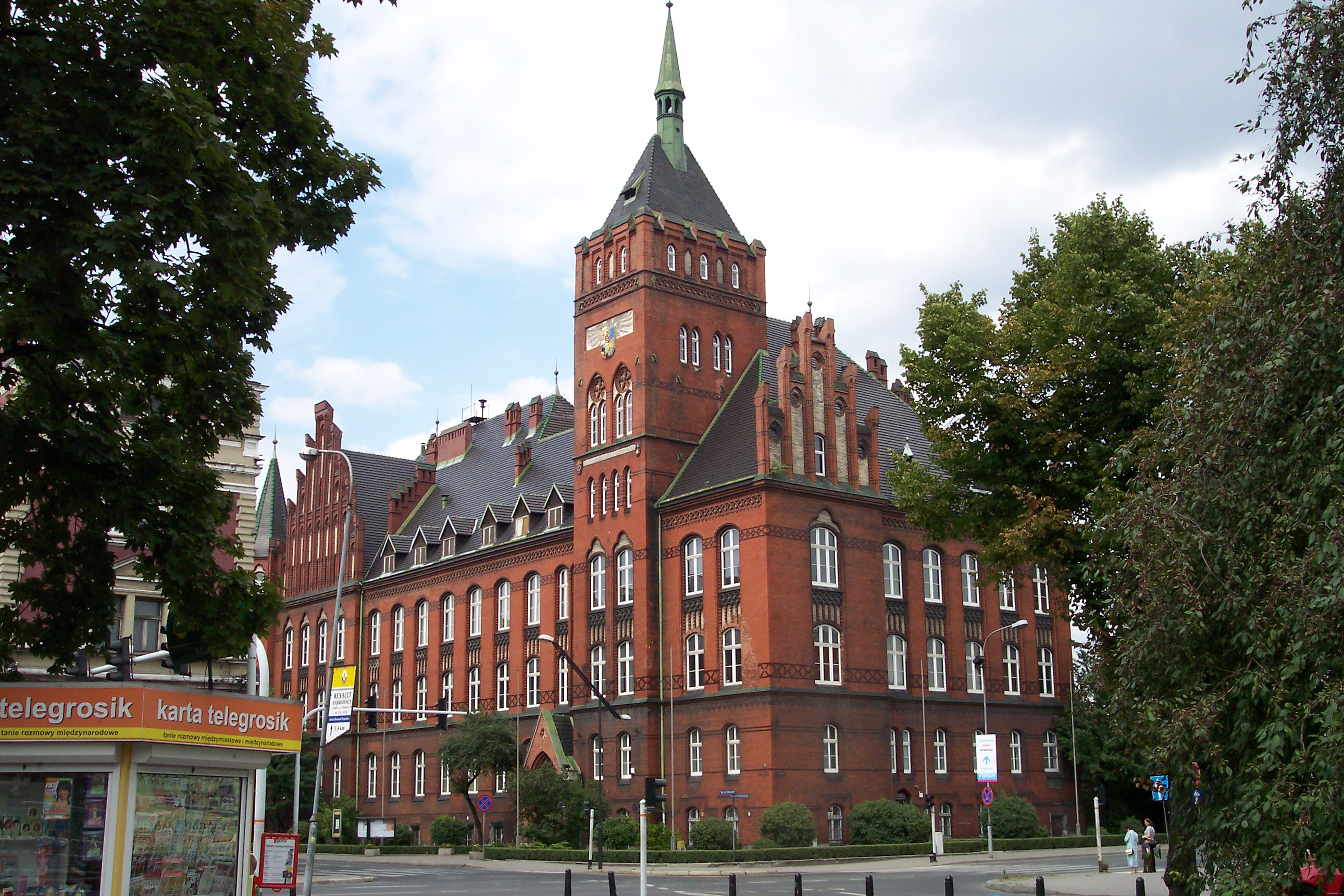
Budynek wydziału chemicznego "Czerwona chemia"

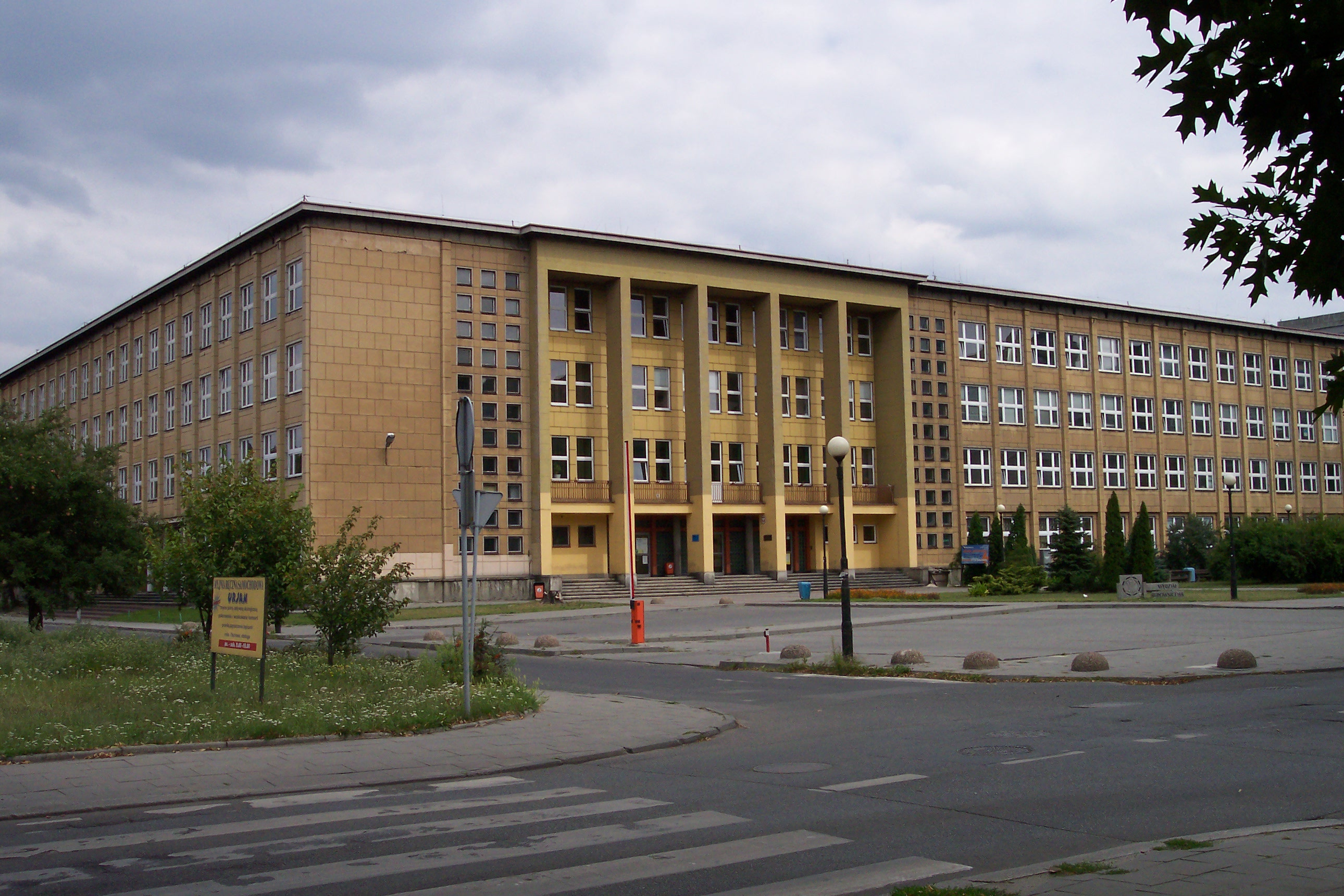
Wydział Budownictwa

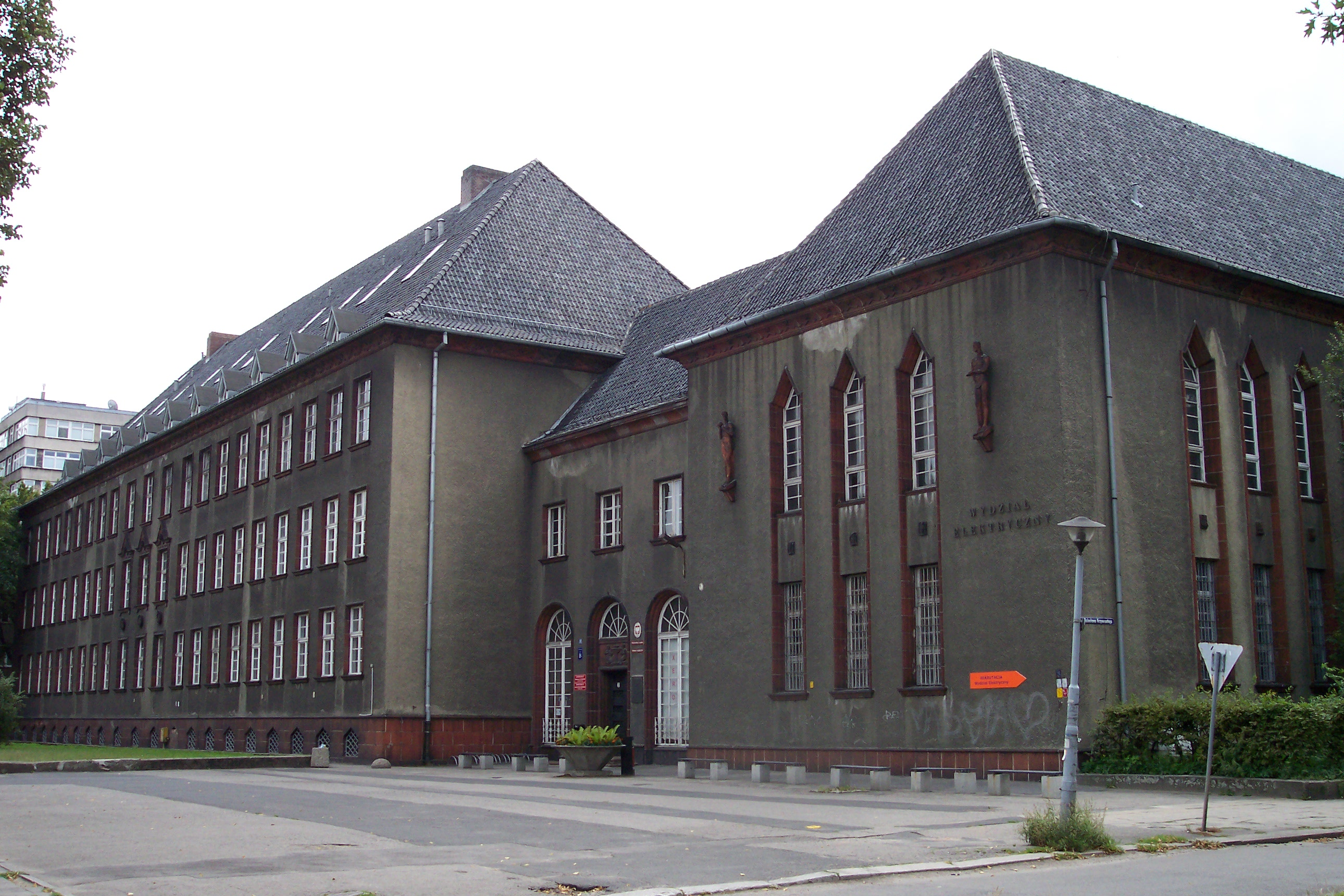
Wydział Elektryczny

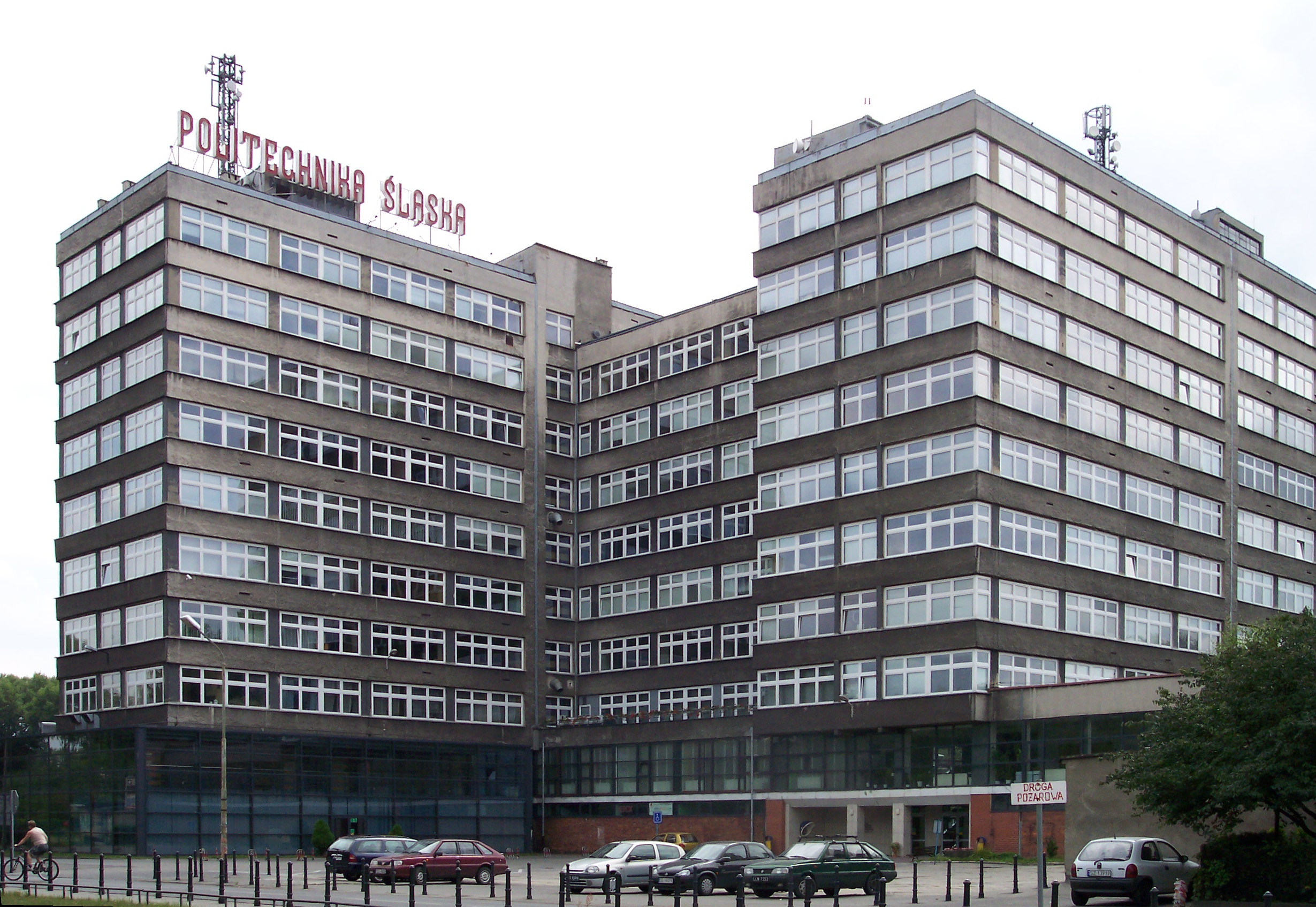
Wydział Automatyki, Elektroniki i Informatyki

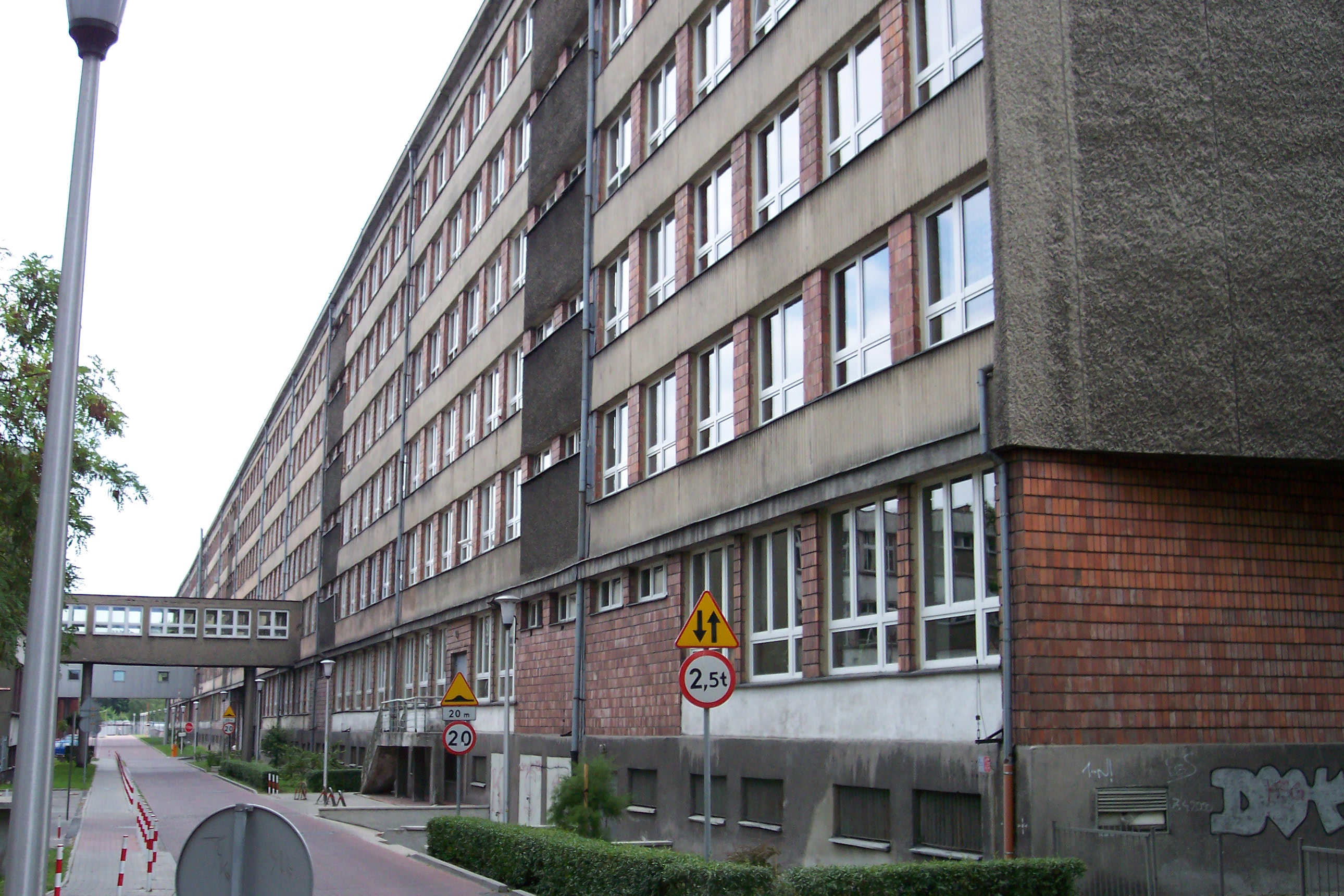
Wydział Inżynierii Środowiska i Energetyki

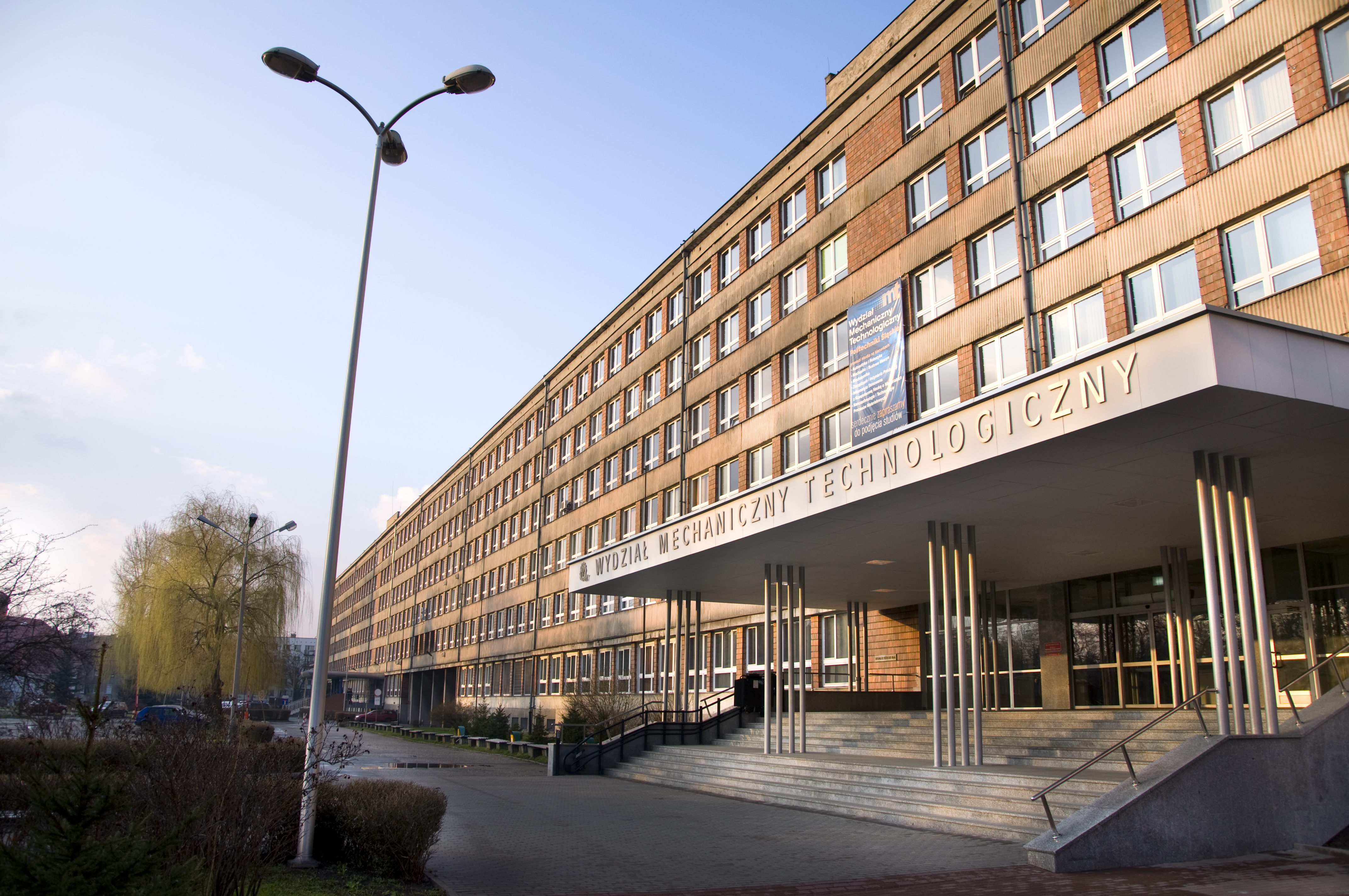
Wydział Mechaniczny Technologiczny

L'École polytechnique de Silésie se compose de douze facultés, dont 9 sont situées à Gliwice, 2 à Katowice et 1 à Zabrze. Une composante hors faculté est à Rybnik et des cours se déroulent également à Bytom, Dąbrowa Górnicza, Sosnowiec et Tychy.

### Gliwice
- Faculté d'architecture (Wydział Architektury) (pl)
- Faculté d'automatique, électronique et informatrique (Wydział Automatyki, Elektroniki i Informatyki) (pl)
- Faculté de génie civil et de construction (Wydział Budownictwa) (pl)
- Faculté de chimie (Wydział Chemiczny) (pl)
- Faculté d'électricité (Wydział Elektryczny) (pl)
- Faculté des mines et de géologie (Wydział Górnictwa i Geologii) (pl)
- Faculté de génie de l'environnement et de l'énergie (Wydział Inżynierii Środowiska i Energetyki) (pl)
- Faculté de mathématiques appliquées (Wydział Matematyki Stosowanej) (pl)
- Faculté de technologie mécanique (Wydział Mechaniczny Technologiczny) (pl)
- Collège de langues étrangères[2]

### Katowice
- Faculté de génie des matériaux et de la  métallurgie (Wydział Inżynierii Materiałowej i Metalurgii) (pl)
- Faculté des transports (Wydział Transportu) (pl)

### Zabrze
- Faculté de gestion et d'organisation (Wydział Organizacji i Zarządzania) (pl)

### Autres composantes
- Incubateur d'entreprises
- Bibliothèque centrale (pl)
- Bureau des carrières (Biuro Karier Studenckich Politechniki Śląskiej)
- Centre de biotechnologie
- Centre de formation mécatronique (Centrum Edukacji w Mechatronice)
- Centre de formation et de congrès (Centrum Edukacyjno-Kongresowe Politechniki Śląskiej)
- Bibliothèque centrale (pl)
- Centre d'ingénierie biomédicale
- Centre informatique (Centrum Komputerowe Politechniki Śląskiej)
- Centre de formation continue en ingénierie (pl)
- Centre formation en aviation civile
- Centre de recherche et de perfectionnement en didactique (Ośrodek Badań i Doskonalenia Dydaktyki)
- Centre de géométrie et de graphisme (Ośrodek Geometrii i Grafiki Inżynierskiej)
- Centre sportif Ośrodek Sportu Politechniki Śląskiej)
- Centre de langues (Studium Praktycznej Nauki Języków Obcych)
- École doctorale
- Publications (pl)
- Imprimerie (Zakład Graficzny Politechniki Śląskiej)